# Saeko Kimura
Saeko Kimura, född den 28 januari 1963 i Osaka, Japan, är en japansk konstsimmare.
Hon tog OS-brons i duett i konstsim i samband med de olympiska konstsimstävlingarna 1984 i Los Angeles.